# قله ولاش

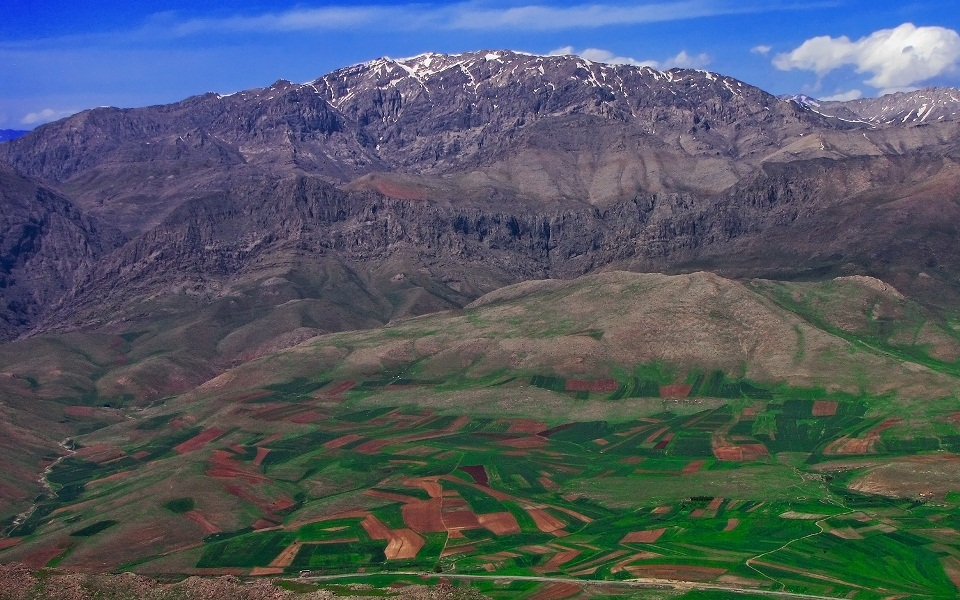
تصویر ۱. نمای جنوبی قله ولاش از یک قله مجاور

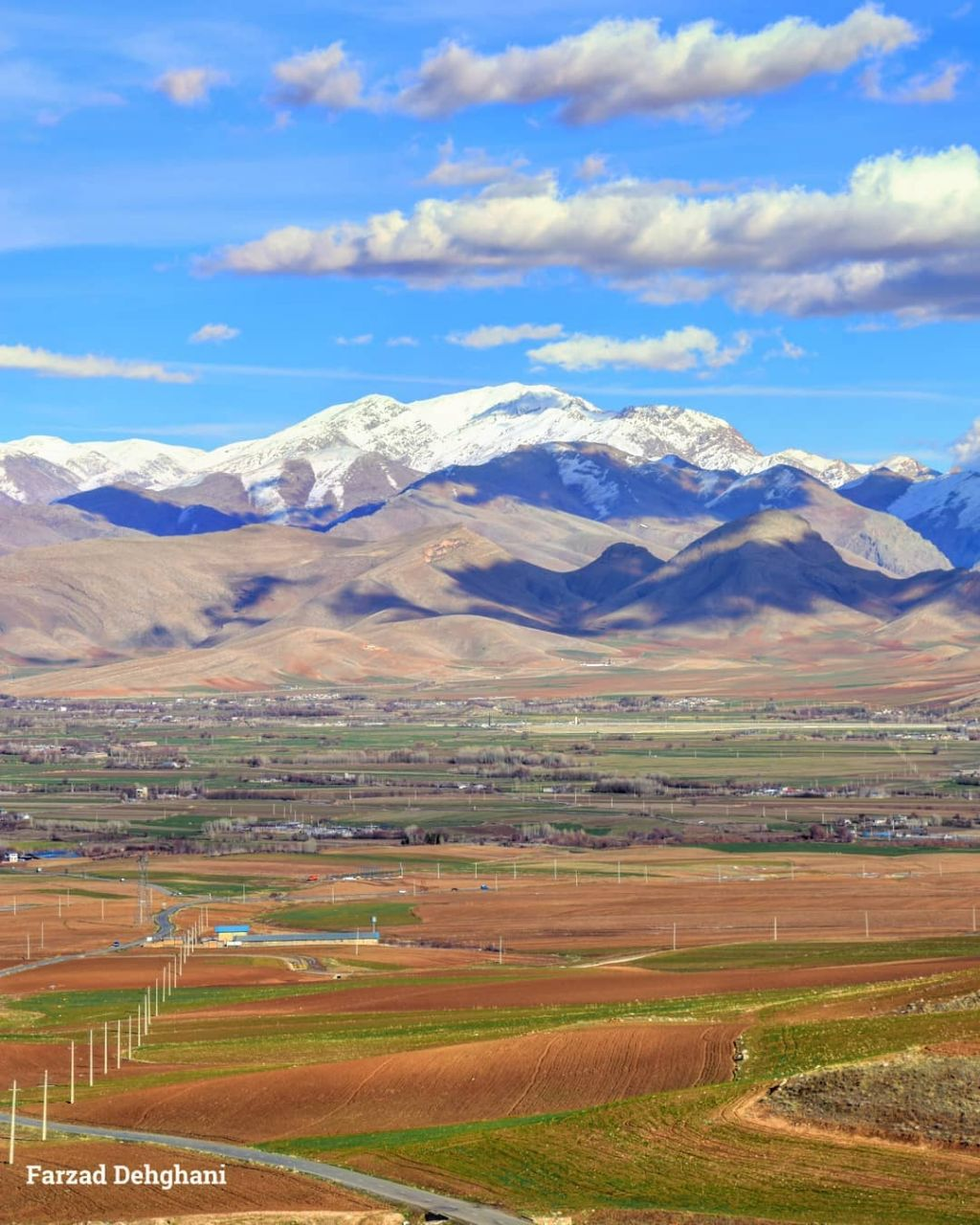
تصویر ۲. نمایی ازقله ولاش از شهر الشتر

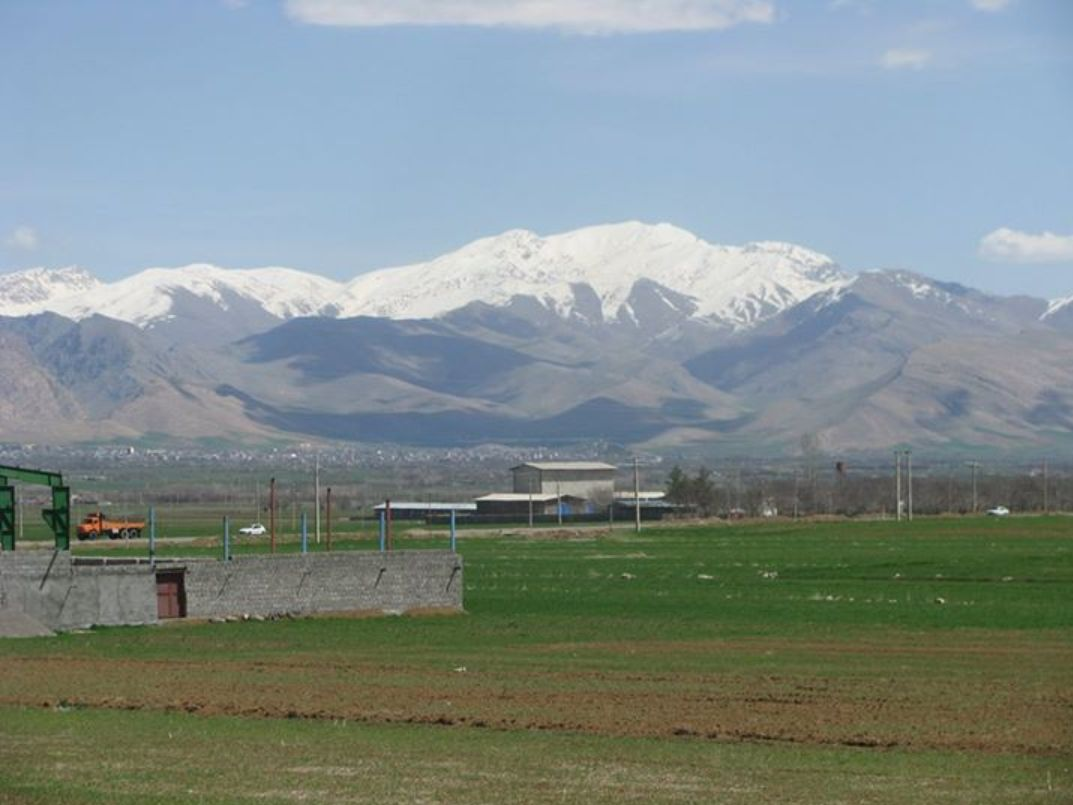
تصویر ۳. نمایی از قله زیبای ولاش از شهرستان الشتر

قله وِلاش با ارتفاع ۳۵۶۳ متر از سطح دریا یکی از قله‌های مرتفع در شمال شرقی استان لرستان است. این قله بخشی از رشته کوه گرین است. رشته کوه گرین بخشی از سلسله جبال مرتفع زاگرس را در محدوده استانهای لرستان، همدان تشکیل می‌دهد. رشته کوه گرین از غرب به شهرستان نورآباد دلفان (استان لرستان)، از شمال به شهرستان نهاوند (استان همدان)، از شرق به شهرستان بروجرد (استان لرستان) و از جنوب به شهرستان سلسله (الشتر) در استان لرستان محدود می‌شود.

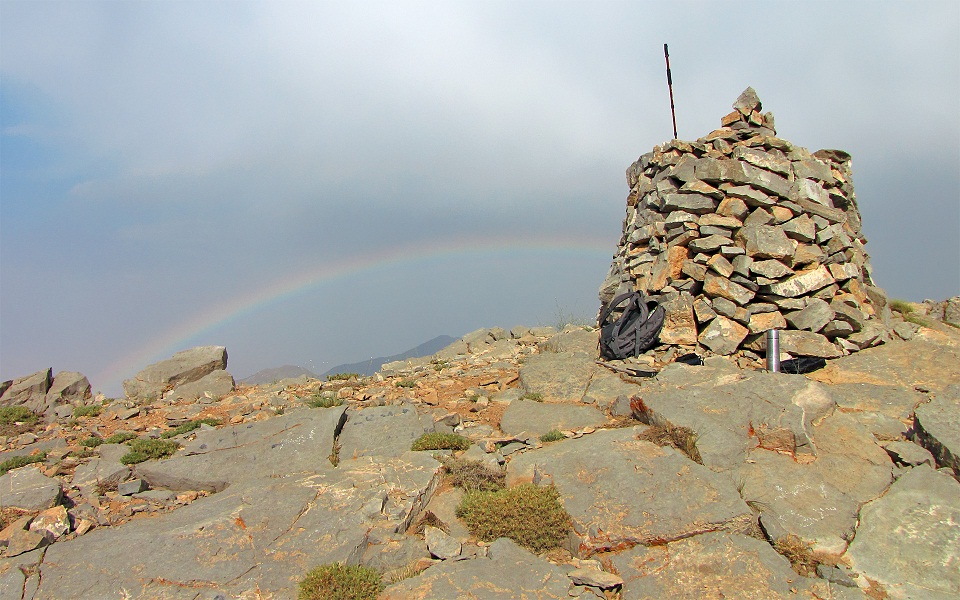
تصویر ۴. سنگچین روی قله ولاش

گفته شده ولاش (بلاش) نام گروهی از شاهزادگان اشکانی بوده و ممکن است ارتباطی بین نام این قله و شاهان اشکانی وجود داشته باشد.
قله ولاش از غرب به شهرستان سلسله (الشتر) و از شرق به شهرستان بروجرد محدود می‌شود. در این کوه حیواناتی از قبیل بز کوهی، گرگ و روباه (در گذشته نیز کفتار، خرس و پلنگ) و پرندگانی مانند عقاب، کبک و تیهو زیست می‌کنند. گیاهان داروئی زیادی نیز در قله ولاش و رشته کوه‌های گرین دیده می‌شود.
مسیرهای صعود
صعود به قله ولاش از سمت شهرستان الشتر (تصویر ۲ و ۳) از طریق روستاهای پرسک پایین و پرسک بالا واقع در ۱۵ کیلومتری شرق الشتر امکان‌پذیر است.
از سمت بروجرد صعود از روستای ونایی در ارتفاع حدود ۲۰۰۰ متری شروع می‌شود و طول مسیر تا قله حدود ۱۸ کیلومتر و در بیشتر جاها دارای پاکوب است.
صعود به قله ولاش از ضلع جنوبی از روستاهای «مله تخت» (تنگه هفت چشمه یا تنگه طاری دره) و تنگه گردکانه نیز امکان‌پذیر است اما نیازمند عبور از شیبهای تند و مسیرهای بدون پاکوب است.
توضیح مهم
در صفحات و سایت‌های زیادی قله ولاش با ارتفاع ۳۶۲۳ متر و به عنوان بلندترین نقطه رشته کوه گرین ذکر شده است که صحیح نیست. توضیحات این سایتها اکثر مشابه و کپی شده از یک متن واحد است که در گذشته در ویکی‌پدیا نگاشته شده بود و دقیق نبود. البته قله ای با ارتفاع ۳۶۲۳ متر به نام «بازگیر» (یا چُت بهرام) در شمال قله ولاش وجود دارد که بلندترین نقطه گرین است؛ اما کوهی که به نام «ولاش» شناخته می‌شود (و در عکس‌ها می‌بینید) طبق نقشه‌های گوگل و جی پی اس، ۳۵۶۳ متر ارتفاع دارد.